# Amt Löwenberg
Das Amt Löwenberg war ein 1992 gebildetes Amt im Land Brandenburg, in dem sich zehn Gemeinden in den damaligen Kreisen Oranienburg und Gransee (heute Landkreis Oberhavel, Brandenburg) zu einem Verwaltungsverbund zusammengeschlossen hatten. Amtssitz war in der Gemeinde Löwenberg. Das Amt Löwenberg wurde 1997 aufgelöst.

## Geographische Lage
Das Amt Löwenberg grenzte im Norden an das Amt Gransee und Gemeinden, im Osten an das Amt Zehdenick und Gemeinden und an das Amt Liebenwalde, im Süden und Westen an das Amt Oranienburg-Land, an das Amt Kremmen und das Amt Lindow (Mark).

## Geschichte
Der Minister des Innern des Landes Brandenburg erteilte am 16. Juli 1992 seine Zustimmung zur Bildung des Amtes Löwenberg. Als Zeitpunkt des Zustandekommens des Amtes wurde der 21. Juli 1992 festgelegt. Das Amt hatte seinen Sitz in der Gemeinde Löwenberg und bestand zunächst aus zehn Gemeinden in den damaligen Kreisen Oranienburg und Gransee:
1. Glambeck
2. Grieben
3. Großmutz (inkl. Ortsteil Hoppenrade)
4. Grüneberg
5. Gutengermendorf
6. Häsen (inkl. Ortsteile Klevesche Häuser und Neuhäsen)
7. Löwenberg (inkl. Ortsteil Linde)
8. Neulöwenberg (inkl. Ortsteil Liebenberg)
9. Falkenthal
10. Teschendorf

Am 31. Dezember 1997 schlossen sich die Gemeinden Falkenthal, Glambeck, Grieben, Großmutz, Grüneberg, Gutengermendorf, Häsen, Löwenberg, Neulöwenberg und Teschendorf zur neuen Gemeinde Löwenberger Land zusammen. Zum selben Zeitpunkt wurde das Amt Löwenberg aufgelöst.
Durch spätere Eingliederungen ursprünglich selbständiger Gemeinden (Neuendorf und Nassenheide) vergrößerte sich das Gebiet der Gemeinde Löwenberger Land gegenüber dem Gebiet des Amtes Löwenberg deutlich.

## Belege
1. ↑  Bildung des Amtes Löwenberg. Bekanntmachung des Ministers des Innern vom 16. Juli 1992. Amtsblatt für Brandenburg - Gemeinsames Ministerialblatt für das Land Brandenburg, 3. Jahrgang, Nummer 58, 12. August 1992, S. 1015.
2. ↑  Zusammenschluß der Gemeinden des Amtes Löwenberg (Landkreis Oberhavel). Bekanntmachung des Ministers des Innern vom 26. August 1997. Amtsblatt für Brandenburg - Gemeinsames Ministerialblatt für das Land Brandenburg, 8. Jahrgang, Nummer 43, 29. Oktober 1997, S. 904.
3. ↑  Auflösung des Amtes Löwenberg. Bekanntmachung des Ministers des Innern vom 26. August 1997. Amtsblatt für Brandenburg Gemeinsames Ministerialblatt für das Land Brandenburg, 8. Jahrgang, Nummer 50, 16. Dezember 1997, S. 998.